# Jörg Leichtfried
Jörg Leichtfried (Bruck an der Mur, 1967. június 18. –) osztrák politikus, 2025-től Ausztria államvédelem államtitkára.

## Élete
Leichtfried Bruck an der Murban érettségizett, majd felvették a Grazi Egyetem Jogtudományi Karára. 
1998 és 2004 között a Bruck an der Mur adminisztrációjában dolgozott. 
2000 és 2014 között a stájerországi SPÖ alelnöke volt.
2004-tőlközött az Európai Parlament tagja volt. A Nemzetközi Kereskedelmi Bizottságban dolgozott.
2015. június 23-án elhagyta az Európai Parlamentet, amikor beválasztották a stájerországi tartományi kormányba. 2016-tól 2017-ig szövetségi  közlekedési miniszter, majd 2025-ig a Nemzeti Tanács tagja volt.

## Fordítás
Ez a szócikk részben vagy egészben  a   Jörg Leichtfried című német Wikipédia-szócikk ezen változatának fordításán alapul.  Az eredeti cikk szerkesztőit annak laptörténete sorolja fel. Ez a jelzés csupán a megfogalmazás eredetét és a szerzői jogokat jelzi, nem szolgál a cikkben szereplő információk forrásmegjelöléseként.